# Antyintelektualizm

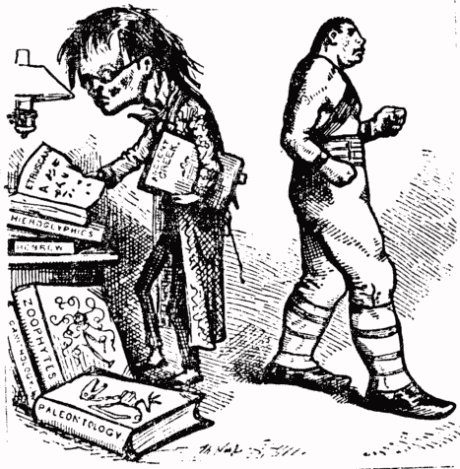
Intelektualista i antyintelektualista na rycinie Thomasa Nasta.

Antyintelektualizm – termin oznaczający sprzeciw wobec intelektualizmu albo postawę wrogą wobec intelektualistów i ich roli w społeczeństwie. Antyintelektualista jest więc przeciwieństwem tak zwanych „jajogłowych” rozumianych jako naukowcy, historycy i filozofowie oraz racjonaliści i empirycy. Według Hofstadtera można wyróżnić trzy typy antyintelektualizmu: antyracjonalizm religijny, populistyczny antyelitaryzm i bezrefleksyjny instrumentalizm.
Za przyczynę wzrostu antyintelektualizmu w Europie w czasach współczesnych uznaje się rozwój antynauk, paranauk i pseudonauk.